# بيدرو دي إستوبينان
بيدرو دي إستوبينان إي فيرويس أو ببساطة بيدرو إستوبينان والمعروف أيضًا باسم بيدرو دي إستوبينان "فاتح مليلية" ( خيريز دي لا فرونتيرا ، حوالي 1470 - دير غوادالوبي ، 3 سبتمبر 1505) كان عسكريًا وغزاًا من تاج قشتالة ، وكان منذ شبابه مرتبطًا بخدمة البيت الدوقي في المدينة المنورة. سيدونيا . اشتهر بكونه قائد جيش الدوق خوان بيريز دي غوزمان ، الذي احتل مدينة مليلية في عام 1497.
عندما تم سجن نائب الملك والحاكم العام كريستوبال كولون وأديلانتادو بارتولومي كولون في نهاية عام 1500، أصبحت ألقابهما شاغرة. ولذلك، في أوائل عام 1504، عينه الملوك الكاثوليك حاكماً عاماً لجزر الهند . ومع ذلك، نظرًا لتأخر رحلته لتولي القيادة، فقد توفي قبل الوصول إلى العالم الجديد ، وبما أن الأخوين كولون قد تم العفو عنهما من قبل الملوك، فقد احتفظوا بألقابهم ومناصبهم.

## سيرة

### أصل العائلة والسنوات الأولى
وُلِد بيدرو دي إستوبينان حوالي عام 1470 في مدينة خيريز دي لا فرونتيرا  التي كانت جزءًا من مملكة إشبيلية ، إحدى الممالك المسيحية الثلاث في الأندلس ، والتي كانت بدورها جزءًا من تاج قشتالة . كان ابن هيدالغو  رامون إستوبينان إي فارغاس  (ولد في مملكة أراغون، حوالي 1450)،  خورادو من خيريز دي لا فرونتيرا، وزوجته منذ عام 1470، عمدة دي فيرويس  (ولد في خيريز دي لا فرونتيرا، حوالي 1450)،  من سلالة نبيلة .  كان شقيقاه فرانسيسكو وبارتولومي دي إستوبينان، اللذان شاركا في حرب غرناطة بين عامي 1482 و1492، وشاركا إلى جانب ألونسو فرنانديز دي لوغو في غزو جزر الكناري عام 1495.
يعود نسب عائلته من جهة الأب إلى أراغون العليا ، حيث استقر فرع منها في الأندلس خلال النصف الأول من القرن الرابع عشر. يظهر العديد من الفرسان الذين يحملون هذا اللقب بشكل متكرر في السجلات التاريخية، ويرتبطون بشكل خاص بعائلة محلية أخرى، وهي عائلة جوزمان، كونتات نيبلا ودوقات ميدينا سيدونيا لاحقًا.
وعلى الرغم من هذه التفاصيل عن عائلته، إلا أنه لا يُعرف إلا القليل عن طفولة وشباب الفاتح، باستثناء دخوله في خدمة بيت دوق مدينة سيدونيا. كان هذا أحد أهم المنازل في ذلك الوقت، لأنه بعد غزو غرناطة على يد الملوك الكاثوليك في عام 1492، تجمع السكان المسلمون الذين غادروا شبه الجزيرة الأيبيرية في شمال إفريقيا، حيث نفذوا من هناك هجمات عديدة على السواحل الأندلسية. وفي إحدى هذه الغارات التي شنها القراصنة في يونيو/حزيران 1496، تم ذكر بيدرو دي إستوبينان للمرة الأولى.

### أمين صندوق دوق ميدينا سيدونيا
في سن مبكرة، أصبح صفحة في بيت ميدينا سيدونيا . وبمناسبة صيد السمك في ألمادرابا، سافر عدد كبير من أفراد بلاط الدوقات، بما في ذلك الدوقة ليونور دي إستونيغا، إلى كونيل ليشهدوا الحدث. وفجأة دخلت سفينة من القراصنة البربر بين قوارب الصيد وتمكنت من الصعود إلى أحدها.
وفي مواجهة الخطر الواضح، أبحر بيدرو دي إستوبينان، الذي ذُكر باعتباره أمين صندوق "بيت الدوق خوان"، في قارب صغير للتفاوض مع زعيم القراصنة، الذي طالب بمبلغ كبير من المال مقابل فدية البحارة الأسرى.

### بدأت المواجهات العسكرية
بكل جرأة، احتضن بيدرو دي استوبينان القرصان المسلم بشكل غير متوقع وسقط في الماء معه، حيث التقطه رجاله، الأمر الذي أدى على ما يبدو إلى تغيير مسار المفاوضات: تم تبادل زعيم القراصنة مع الطاقم والسفينة، مما وضع نهاية للحلقة الدرامية من المذبحة.
انتشر الإعجاب بشجاعة بيدرو في جميع أنحاء المنطقة، حتى وصل إلى السجلات التاريخية في خيريز، لذلك يمكن اعتبار هذا التاريخ في عام 1496 أول معلم مهم في المسيرة العسكرية لإستوبينيان.

### غزو مليلية
ولعله بسبب هذه المظاهرة، عندما سمح الملوك الكاثوليك لسانتا هيرمانداد بتوفير جيش لغزو مليلية تحت قيادة دوق ميدينا سيدونيا، اختار الدوق القائد الشجاع لقيادته. ومن الممكن أيضًا أن يكون اختيار بيدرو قد تم تسهيله بسبب حقيقة أن القوات، التي تم إمدادها من مدن خيريز، وميدينا، وأركوس، وسانلوكار دي باراميدا، تم تنظيمها من قبل ثلاثة رجال بارزين من خيريز، الذين كانوا على دراية بالتأكيد بنشاطه العسكري الرائع: الكوريجيدور خوان سانشيز مونتييل، وفرانسيسكو دي فيرا (إقليمي سانتا هيرمانداد)، ومانويل ريكيلمي (ريجيدور من خيريز وقائد هيرمانداد).
وهكذا، نزل بيدرو دي إستوبينان، على رأس 5000 جندي من المشاة و250 من الفرسان، في شمال أفريقيا وحاصر مليلية، التي تم الاستيلاء عليها في نهاية المطاف في 17 سبتمبر/أيلول 1497. بعد الفتح، عاد إستوبينان إلى شبه الجزيرة الأيبيرية، ولكن ليس قبل أن يترك حامية مكونة من 1500 رجل للدفاع عن المدينة، إلى جانب عدد كبير من البنائين والنجارين والبنائين مع الأمر الصريح بإصلاح تحصينات المدينة وبناء جدران دفاعية جديدة.
كان غياب إستوبينان عن شمال إفريقيا قصيرًا، حيث ضاعف المسلمون جهودهم لاستعادة المدينة المفقودة في العام التالي. ردًا على الهجمات الجديدة على حامية مليلية، قرر الدوق خوان، بالاتفاق مع الملوك الكاثوليك، إرسال تعزيزات، بقيادة إستوبينان مرة أخرى، برفقة هذه المرة فارس بارز آخر من البيت الدوقي، غارسيا ليون.
وبحصار المحاصرين بين قوتين، كان النصر كاملاً. وبإصرار من إستوبينان، تم مطاردة المسلمين الفارين حتى أجبروا على الاستقرار في منطقة وهران الأكثر بعدًا، والتي كانت مواردها أقل؛ وبالمثل، تم القبض على ما لا يقل عن 250 مسلمًا، ربما لاستخدامهم كأوراق مساومة في المستقبل. على الرغم من أن إستوبينان اضطر إلى العودة إلى مليلية مرتين في عام 1498، فإن هذا التاريخ يمكن اعتباره بداية الاستقرار المسيحي في القلعة الواقعة في شمال إفريقيا.
يصبح من الصعب تتبع سيرة فارس خيريز خلال الفترة 1499-1503، حيث لا يُعرف الكثير عن هذا الوقت، على الرغم من أنه يُفترض أنه عاش بشكل مريح في الأندلس، إما في البلاط الدوقي أو في مقر إقامته المعتاد في إشبيلية، الواقع في شارع فرانكوس الحالي، حيث لا يزال من الممكن رؤية شعار النبالة العائلي وشعارهم "In soli Deo honor et Gloria". ومن المرجح أيضًا أنه كان متزوجًا في ذلك الوقت بالفعل من زوجته، دونا بياتريس كابيزا دي فاكا، وهي قريبة من عائلة المستكشف الشهير للأمريكتين، ألفار نونيز كابيزا دي فاكا ، ابن شقيق بيدرو وبياتريس.

### الحملات في روسيلون
في عام 1503، ومع ذلك، تم استدعاء خدماته العسكرية مرة أخرى من قبل الملك فرديناند، فرديناند من أراغون ، للذهاب إلى سالسيس ( روسيلون )، حيث كانت قوات الملك الفرنسي لويس الثاني عشر تفرض حصارًا شديدًا على المدينة.
وأظهر مرة أخرى مهارته العسكرية، حيث قسم قواته إلى مجموعتين: الأولى قامت بمضايقة مؤخرة المحاصرين دون هوادة، بينما أرسلت الثانية إلى الميناء لمنع التعزيزات الفرنسية، التي كانت قد أبحرت في كوليور، من النزول والانضمام إلى الحصار. وكانت المناورة ناجحة، وتراجع الغزاة بحلول نهاية ذلك العام.

### الألقاب الملكية لأديلانتادو والحاكم العام لجزر الهند
كمكافأة لجهوده الفعالة، عين الملك فرديناند بيدرو دي إستوبينان في أوائل عام 1504 قائداً عاماً لجزر الهند وقائداً عاماً لجزيرة هيسبانيولا وتوابعها، مما يمثل ذروة مسيرته العسكرية، بالنظر إلى هيبة وأهمية هذه المناصب في الإدارة الاستعمارية الإسبانية للأمريكتين.
في نفس العام، بدأ إستوبينان الاستعدادات لرحلته إلى العالم الجديد ، حيث كان من المقرر أن يستقر مع عائلته بأكملها. كما شارك بشكل فعال في إعداد رحلة استكشافية إلى مزالكيفير في عام 1505، على الرغم من أنه امتنع عن المشاركة بسبب الاستعدادات المذكورة أعلاه.

### عدم القدرة على السفر إلى العالم الجديد والموت
وبعد أيام قليلة، أثناء زيارة إلى دير غوادالوبي، توفي الراهب بيدرو دي إستوبينان فجأة في 3 سبتمبر 1505، ودُفن بعد يومين في نفس الدير.

## الزواج والأحفاد
تزوج الفاتح النبيل بيدرو دي إستوبينان من بياتريس كابيزا دي فاكا (من مواليد حوالي 1480)، أخت تيريزا كابيزا دي فاكا  التي تزوجت بدورها من فرانسيسكو دي فيرا،  فينيتيكواترو من خيريز دي لا فرونتيرا  - وهو ابن بيدرو دي فيرا ،  فاتح غران كناريا - وكانا والدا المستقبل ألفار نونيز كابيزا دي فاكا,  أديلانتادو من ريفر بليت .
كان لدى بيدرو دي إستوبينان وبياتريس كابيزا دي فاكا خمسة أطفال:
- بيدرو دي إستوبينان إي كابيزا دي فاكا (ولد حوالي عام 1505 - خيريز دي لا فرونتيرا، بعد عام 1550) [3] اتبع المسار العسكري وفي عام 1537 رافق ابن عمه أديلانتادو إلى العالم الجديد لكنه عاد معه بدون ثروات في عام 1544. [3]
- كان رامون دي إستوبينان [3] (من مواليد حوالي عام 1507) محاميًا [3] واستقر في جزر الكناري كعضو في الجمهور الملكي لجزر الكناري. [3]
- استقر فرانسيسكو دي إستوبينان [3] (ولد حوالي عام 1509) في بلدة إل بيدروسو ، [3] بالقرب من إشبيلية ، وتزوج من عائلات نبيلة. [3]
- كان دييغو دي إستوبينان [3] (من مواليد حوالي عام 1511) مسؤولاً في خيريز دي لا فرونتيرا، [3] حيث كان يتمتع بوضع اقتصادي مزدهر. [3]
- لورينزو دي إستوبينان [3] (ولد حوالي عام 1513 - توفي في ليما ، أواخر القرن السادس عشر) [3] ذهب صغيرًا جدًا إلى نائب الملك في بيرو ، [3] حيث مُنح وسامًا ملكيًا غنيًا [3] والذي أداره بنبل، وأصبح رجلًا ذا ثروة كبيرة ومكانة مرموقة في ليما ، وعند وفاته، أصبح أحد أبرز الشخصيات. [3]

## فرضية المؤرخين حول وفاته
وفي أعقاب هذا الحدث، اقترح الباحثون الذين درسوا سيرته الذاتية، وخاصة هـ. سانشو و أ. رودريغيز، فرضية تعرضه للتسمم من قبل بعض أعدائه الذين ربما شعروا بالإهانة بسبب الامتيازات الأمريكية الكبيرة الممنوحة لصالحه.
إن استحالة إثبات هذه النظرية لا تقلل من تألق المسيرة العسكرية لقائد خيريز، أحد أهم الشخصيات في مطلع القرنين الخامس عشر والسادس عشر، والذي، مثل العصر نفسه، لم يكن شخصية معروفة على الرغم من مساهماته.

## تكريمات
مدينة مليلية، لولا مساهمته، لما كان من الممكن فتحها، وقد أطلقت اسم إحدى ساحاتها، ساحة المدينة القديمة، على ذكرى فاتحها.
وعلى الرغم من وفاته، لم يتم إحباط وجود أعضاء سلالة إستوبيان في أمريكا: فقد رافق اثنان من الأطفال الذكور من الزواج، بيدرو ولورينزو، ابن عمهما ألفار نونيز كابيزا دي فاكا في غزو بيرو ، في محاولة لاستعادة ذكرى والدهم بسبب الإساءة التي عانى منها بسبب عدم قدرته على التمتع بمزيد من المشاريع في الأمريكتين.

## الملاحظات والمراجع
1. 1 2 3 4 5 6 7
2. 1 2 3 4 5
3. 1 2 3 4 5 6 7 8 9 10 11 12 13 14 15 16

## فهرس
- BARRANTES DE MALDONADO, P. "Ilustraciones de la Casa de Niebla." (Ed. F. Devís: Cádiz; Universidad de Cádiz, 1998).
- FERNÁNDEZ DE OVIEDO, G. "Batallas y Quincuagenas". Ed. J. B. de Avalle-Arce: Salamanca; Ediciones de la Diputación Provincial, 1989.
- SANCHO DE SOPRANÍS, H. "Los familiares inmediatos del conquistador de Melilla, Pedro de Estopiñán". Mauritania, 176 (1942), pp. 218-223.
- SANCHO DE SOPRANÍS, H. "El comendador Pedro de Estopiñán". Madrid, 1952.
- REAL ACADEMIA DE LA HISTORIA in "Congreso de Historia del Descubrimiento, 1492-1556. Actas: ponencias y comunicaciones" (Vol. 1, Madrid, Spain, 1992).
- RODRÍGUEZ DE RIVERO, A. "Datos varios sobre Pedro de Estopiñán y la conquista de Melilla". Mauritania, 176 (1942), pp. 214-217.